# Przywsie
Przywsie (do 1945 r. niem. Grenzvorwerk) – wieś w Polsce położona w województwie dolnośląskim, w powiecie trzebnickim, w gminie Żmigród.

## Historia
Położona na Dolnym Śląsku osada znajduje się 0,5 km od historycznej granicy z Wielkopolską (od XIV w. do 1793 r. i w latach 1920–39, stanowiącej także granicę państwa polskiego) i do września 1939 była niemiecką (Dolny Śląsk daw. Śląsk, Rejencja wrocławska, Powiat Breslau) wsią graniczną. Do faktu tego nawiązuje niemiecka nazwa wsi, oznaczająca folwark graniczny. Znajdował się tu też urząd celny. 
Po 1945 roku całkowicie na obszarze Polski. Do dziś istnieje budynek dobrze widoczny z drogi krajowej nr 5, w którym znajdował się posterunek kontroli granicznej. W latach 1975–1998 miejscowość administracyjnie należała do województwa wrocławskiego.